# Internationaler Tag der sauberen Luft für einen blauen Himmel
Der Internationale Tag der sauberen Luft für einen blauen Himmel ist seit dem Jahr 2020 jährlich am 7. September. Die Einführung wurde in der 52. Plenarsitzung der Generalversammlung der Vereinten Nationen am 19. Dezember 2019 mit der Resolution 74/212 beschlossen.
Ziel des Internationalen Tages ist es, das Bewusstsein für die Bedeutung sauberer Luft für Gesundheit, Produktivität, Wirtschaft und Umwelt zu schärfen und den engen Zusammenhang zwischen Luftqualität und anderen Umwelt- und Entwicklungsproblemen wie dem Klimawandel aufzuzeigen. Weiterhin sollen Lösungen zur Verbesserung der Luftqualität gefördert werden, indem bewährte Praktiken, Innovationen und Erfolgsgeschichten ausgetauscht werden.